# Bedia (Bizkaia)
Bedia (spanisch Vedia) ist eine Gemeinde (municipio) in der Provinz Bizkaia im spanischen Baskenland mit 1.117 Einwohnern (Stand: 2024). Die Ortsteile Asteitza, Barroeta, Bidekoetxe, Elexalde, Eroso-Ugarte, Ibarra, Murtatza und Utxarain bilden u. a. die Gemeinde.

## Geografie
Bedia liegt etwa 17 Kilometer ostsüdöstlich von Bilbao am Ibaizabal in einer Höhe von durchschnittlich ca. 70 m.

## Geschichte
| 1900 | 1970 | 1981 | 1991 | 2001 | 2011 | 2021 |
| ---- | ---- | ---- | ---- | ---- | ---- | ---- |
| 717  | 1270 | 1201 | 1036 | 977  | 970  | 1076 |

## Sehenswürdigkeiten

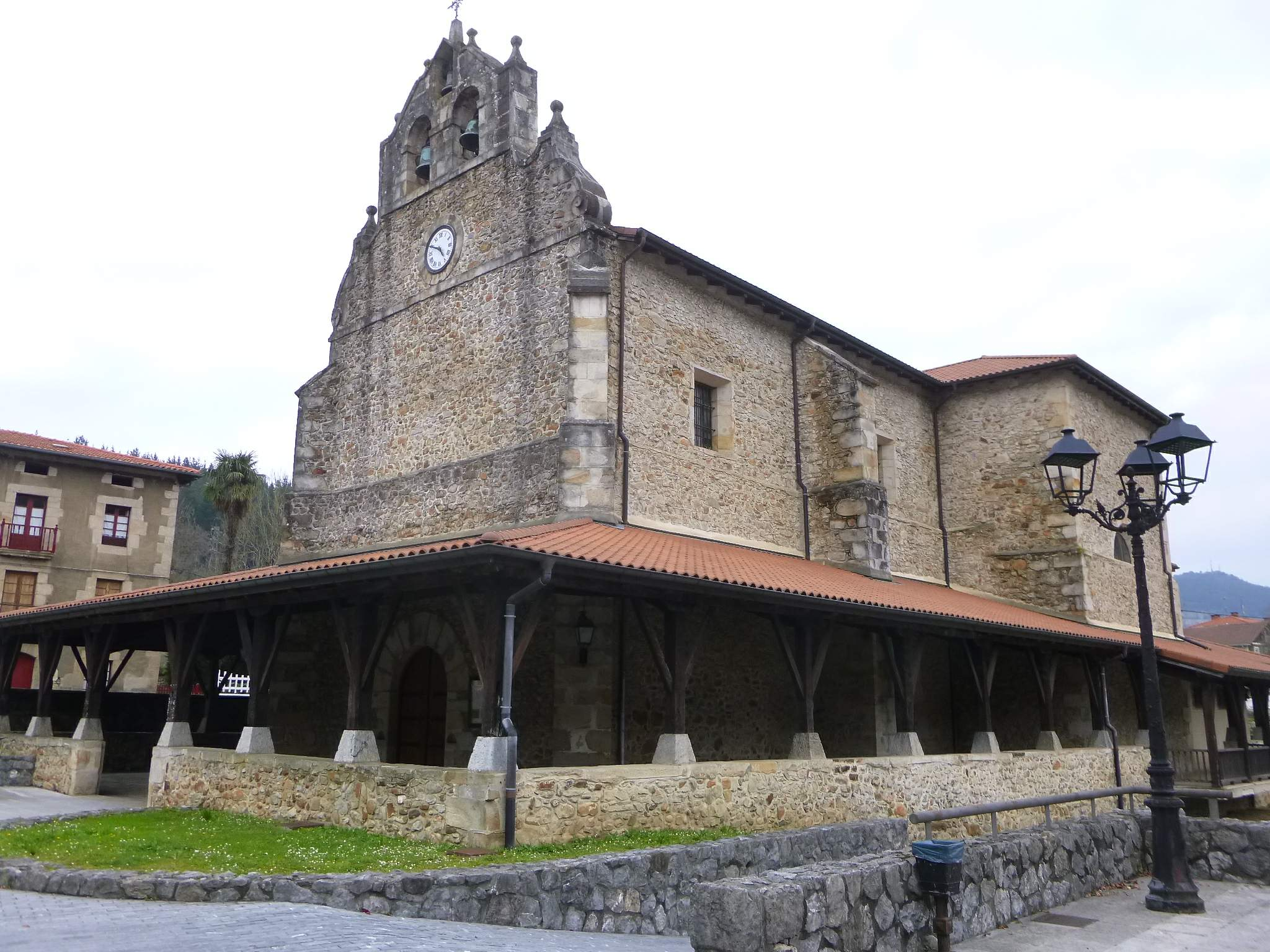
Johannes-der-Täufer-Kirche
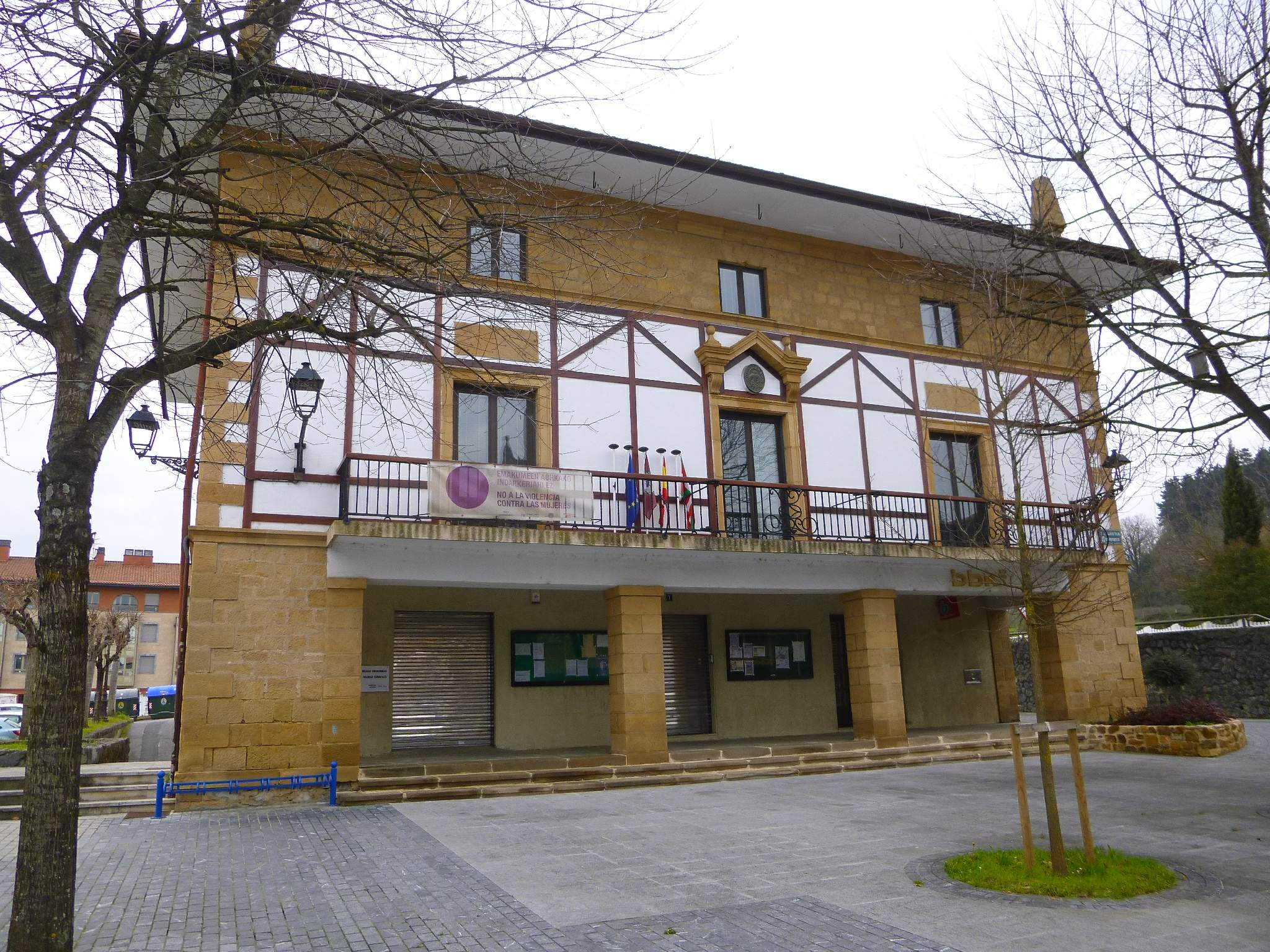
Rathaus

- Johannes-der-Täufer-Kirche
- Rathaus

## Persönlichkeiten
- Iñaki Garai (* 1952), Fußballspieler